# Ceropegia mairei
Ceropegia mairei är en oleanderväxtart som först beskrevs av H. Léveillé, och fick sitt nu gällande namn av H. Huber. Ceropegia mairei ingår i släktet Ceropegia och familjen oleanderväxter. Inga underarter finns listade i Catalogue of Life.